# Osvětimský kříž
Osvětimský kříž (polsky Krzyż Oświęcimski) je polské státní vyznamenání založené v době existence Polské lidové republiky v roce 1985.

## Historie a pravidla udílení
Kříž byl založen dne 14. března 1985 jako pocta lidem uvězněným v nacistických koncentračních táborech. Udílen byl za účast v boji za osvobození Polska od německé okupace, za vlastenecké, revoluční a pokrokové aktivity k národní příslušnosti a z jiných politických důvodů na počest jejich utrpení a odvahy. Název ocenění je odvozen od názvu koncentračního tábora Osvětim, který byl v době existence Polské lidové republiky symbolem utrpení polského obyvatelstva v koncentračních táborech. 
Od 8. května 1999 je udílení Osvětimského kříže považováno za ukončené.

## Pravidla udílení
Kříž byl udílen polským občanům. Mohl být udělen i osobám s jiným občanstvím, které v době uvěznění v koncentračním táboře byli polskými občany. Ve zvláštních případech mohl být udělen i občanům jiných zemí, kteří byli uvězněni z politických důvodů, zejména pokud se v táborech zúčastnili odboje. Vyznamenání mohlo být uděleno i posmrtně.
Udílen byl Státní radou na žádost Svazu bojovníků za svobodu a demokracii ve vztahu k členům tohoto svazu, na žádost předsedy Úřadu pro veterány ve vztahu k jiným osobám a na žádost ministra zahraničních věcí ve vztahu k polským občanům s trvalým pobytem v zahraničí a občanům jiných zemí.
První skupina bývalých vězňů koncentračních táborů byla tímto oceněním vyznamenána dne 30. srpna 1985. Podle záznamů Státního úřadu pro vyznamenání kancléřství Státní rady a Úřadu pro vyznamenání prezidenta Polské republiky bylo celkem uděleno 35 949 křížů.
Kříž se nosí nalevo na hrudi. Osvětimský kříž se v přítomnosti dalších polských vyznamenání nosí za Partyzánským křížem. Od roku 1992 následuje až po moderních polských vyznamenáních. 

## Popis medaile
Autorem návrhu vzhledu medaile je sochař a medailér Edward Gorol. Medaile má tvar řeckého kříže o velikosti 42 × 42 mm. Kříž je postříbřený. Na přední straně je uprostřed kříže červený trojúhelník s písmenem P. Tento znak byl používán na vězeňském oblečení používaném v koncentračních táborech pro označení Poláků. Na ramenou kříže je fragment táborového plotu s ostnatým drátem. Na vodorovných ramenech jsou dvě data 1939 a 1945. Na zadní straně je nápis na čtyřech řádcích PRL • WIĘŹNIOM  • HITLEROWSKICH • OBOZÓW KONCENTRACYJNYCH (Polská lidová republika vězňům hitlerovských koncentračních táborů). Po roce 1989 byla písmena PRL nahrazena písmeny PL (Polská republika).
Stuha z hedvábného moaré široká 40 mm sestává z jedenácti svislých pruhů v barvě světle šedé a modré. Tyto barvy odpovídají vězeňskému oblečení používanému v koncentračních táborech.